# Самка Ибраимовски
Самка Ибраимовски (на македонска литературна норма: Самка Ибраимовски) е политик от цигански произход, министър без ресор, отговарящ за прилагане на Стратегията за подобряване на състоянието на ромите в Република Македония от 1 юни до 25 декември 2017 г.

## Биография
Роден е на 27 септември 1954 г. в Тетово. Като млад е бил барабанист в музикалната група „Инекси“ от Тетово, а неговия брат Ибуш Ибраимовски е бил певец. Завършва Факултета по мениджмънт в Нови Сад. В два периода 1990 – 2004 г. и 2006.2008 г. е директор на тетовската фабрика за производство на мебели и съдове „Униус промет“. От 2004 до 2006 г. е заместник-министър на труда и социалната политика. От 2011 до 2015 г. е народен представител в Събранието на Република Македония. Председател е на ПЦЕР. Подава оставка от поста и се връща на депутатското си място.